# Алагогшак

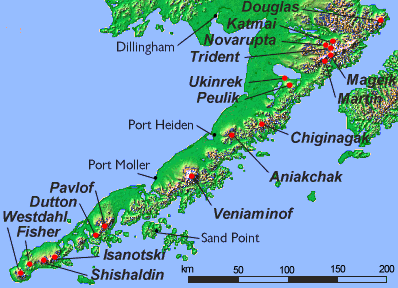
Карта із зображенням вулканів півострова Аляска.

Алагогшак — стратовулкан, розташований на півострові Аляска, США, в національному парку та заповіднику Катмай. Вулкан є найстаріший в околицях Долини десяти тисяч димів. У 1997 році він був визнаний окремим від гори Мартін об'єктом. Голоценова гора Мартін частково стоїть на глибоко зруйнованій споруді Алагогшаку, близько 3 км на північний схід від жерла Алагогшак. Востаннє Алагогшак був активним у плейстоценовому періоді, і вивергався приблизно з 680 000 років тому до приблизно 43 000 років тому. Залишок вершинного кратера складається з гідротермально зміненої породи. Він є єдиними серед вулканічної групи Катмай, який більше не є активним.